# Barry Wicks
Barry Wicks (* 15. November 1981) ist ein US-amerikanischer Radrennfahrer.
Barry Wicks wurde 2002 US-amerikanischer Vize-Crossmeister in der U23-Klasse. In der folgenden Saison war er beim Wissahickon Cross und beim Lower Allen Classic erfolgreich. 2006 wurde er nationaler Vizemeister auf dem Mountainbike. Im Cross gewann er den Boulder Super Coup. In der Saison 2007/2008 gewann Wicks den Whitmore's Landscaping Super Cross Cup #2, den Java Johnny's-LionHearts' Cross und den Bio Wheels/United Dairy Farmers Cyclo-Cross.

## Erfolge
2004/2005
- Granogue Cross, Wilmington

2005/2006
- Wissahickon Cross, Philadelphia
- Lower Allen Classic, Camp Hill

2006/2007
- Boulder Super Cup, Boulder

2007/2008
- Whitmore's Landscaping Super Cross Cup #2, Southampton
- Java Johnny's - LionHearts' Cross, Middletown
- Bio Wheels / United Dairy Farmers Cyclo-Cross, Cincinnati

## Teams
- 2006 AEG Toshiba-Jetnetwork